# 松岡日菜
松岡 日菜（まつおか ひな、1999年1月11日 - ）は、日本の元子役。東京都出身。ヒラタオフィスに所属していた。

## 略歴・人物
- 3歳の時にスカウトされ、ヒラタビーンズに所属。
- 2011年、ヒラタオフィスに移籍したが、学業に専念する為に芸能界を引退、2015年2月頃までに事務所ウェブサイトから名前の記載がなくなる[2][3]。
- 姉は女優の松岡茉優。スカウトを受けたのは日菜の方が先であり、面接に母親と同行した姉も一緒にスカウトを受け、姉妹で芸能界入りをした[4]。
- 義兄はHey! Say! JUMPの有岡大貴[5]。
- 趣味・特技は料理・ピアノ・ゲーム。

## 出演

### テレビドラマ
- 砂の器 第4話（2004年2月8日、TBS） - 犬に餌をやる子供 役
- エコエコアザラク〜眼〜 第7・13話（2004年2月17日・3月30日、テレビ東京） - 劇場の客 役
- ワンダフルライフ 第2話（2004年4月20日、フジテレビ） - 不動産屋の客 役
- 赤い月（2004年5月5日・6日、テレビ東京） - 森田美咲（幼少時代） 役
- 逃亡者 RUNAWAY 第3話（2004年8月1日、TBS） - ヒナ 役
- 花より男子 第1話（2005年10月21日、TBS） - 牧野つくし（幼少時代） 役
- 輪舞曲（2006年1月15日 - 3月26日、TBS） - チェ・ユナ（幼少時代） 役
- 警視庁捜査一課9係 season1 第4話（2006年5月10日、テレビ朝日） - 安田まなみ（幼少時代） 役
- 人生はフルコース 第2話（2006年7月15日、NHK） - 牧村幸子 役
- 天国のスープ（2008年10月19日、WOWOW） - 杉村麻実（幼少時代） 役
- トミカヒーロー レスキューフォース 第41話（2009年1月17日、テレビ東京） - 寿奈 役
- MR.BRAIN 第5・6話（2009年6月20日・27日、TBS） - 秋吉かなこ（幼少時代） 役
- アンタッチャブル〜事件記者・鳴海遼子〜 第9話（2009年12月18日、テレビ朝日） - 鳴海遼子（幼少時代） 役

### 映画
- ノロイ（2005年8月20日） - 奥井美加子 役[6]
- この胸いっぱいの愛を（2005年10月8日） - 天使 役
- 東京ゾンビ（2005年12月10日） - フミヨ 役
- 1303号室（2007年10月27日）
- 花より男子F（2008年6月28日） - 牧野つくし（幼少期）役
- 君へ。（2011年9月24日） - 蓮田小夜子（小学生時代） 役
- World Without War 戦争のない世界へ（2012年） - 浜本鶴子 役

### ショートフィルム
- さくらの足あと（2007年） - 大澤陽菜子 役

### ミュージックビデオ
- 名取香り「すべてがある場所」（2007年）
- lecca「マタイツカ」（2011年）

### CM
- セガトイズ
- トーヨーライス「金芽米」
- 三井生命保険
- イオン「父の日」（2004年）
- 三洋電機「Xacti」（2007年）
- ヤマト運輸「クロネコヤマト」（2008年）
- 味の素「クノール カップスープ」（2010年）

### 広告
- ユニ・チャーム「おむつ」
- 日本綜合地所
- 細田工務店